# 伊莉莎白 (明尼蘇達州)
伊莉莎白是一個位於美國明尼蘇達州奧特泰爾縣的城市。

## 歷史
伊莉莎白於1872年設立，得名自早期定居者之妻伊莉莎白·尼格勒（Elizabeth Niggler）。伊莉莎白的郵局自1871年起營運至今。

## 人口
根據2020年美國人口普查的數據，伊莉莎白的面積為0.97平方千米，皆為陸地。當地共有人口168人，而人口密度為每平方千米173人。